# Automotrice FS ALb 64
L'automotrice ALb 64 serie 100  è un rotabile automotore, con motore termico alimentato a benzina, costruito dalla FIAT Sezione Materiale Ferroviario all'inizio degli anni trenta per le Ferrovie dello Stato.

## Storia
Le automotrici del gruppo ALb 64, immatricolate dalle FS con i numeri da 101 a 148, vennero consegnate tra il 1933 e il 1934 per il miglioramento dell'offerta di servizi ferroviari sulle linee del Piemonte e del centro-nord italiano.
Fanno parte della vasta serie di automotrici delle prime generazioni a cui venne attribuito il nome di Littorine; sono infatti simili alle successive ALn 56 ma differiscono da queste per alcuni particolari di allestimento come i finestrini differenti (parte singoli e parte doppi) e soprattutto per il fatto di essere dotate di un solo motore, a ciclo Otto alimentato a benzina. Dal 1941 subirono la trasformazione per essere alimentate a metano in conseguenza delle carenze di combustibile dovute alla seconda guerra mondiale.

## Tecnica

Automotrice frigorifero ALHb 64 anni 30 per il trasporto del pesce

Le automotrici ALb 64 sono rotabili concepiti per un servizio veloce ed economico; ciò giustifica la scelta dell'unico motore alimentato a benzina, allora più economica del gasolio. Montavano un motore a quattro tempi FIAT 255 a sei cilindri, di cilindrata 9.972 cm³, capace di erogare 125 cavalli a 2000 giri al minuto. La struttura del motore era quella classica dell'epoca ed era montato sul carrello di trazione. La trasmissione del moto alle ruote avveniva per mezzo di un gruppo solidale al motore, costituito dalla frizione e dal cambio meccanico di tipo FIAT a 4 marce. Un ponte riduttore e invertitore, da azionare a macchina ferma, permetteva la marcia in senso inverso. Il radiatore era posto frontalmente davanti al motore, una soluzione standard per le successive serie di automotrici FIAT.
L'impianto frenante era di tipo automobilistico con tamburi e ganasce comandato ad aria compressa. Un freno a mano assicurava lo stazionamento e l'eventuale frenatura di emergenza in caso di guasto.

## Automotrici frigorifero ALHb 64
Nel 1947 le FS chiesero alla FIAT di trasformare 3 automotrici in rotabili frigorifero per trasporto rapido di pesce dai porti dell'Adriatico verso i mercati dell'interno. La trasformazione interessò essenzialmente il comparto che venne privato di tutto l'arredamento, foderato internamente e coibentato; vennero inoltre costruiti i vani attrezzati per il contenimento delle lastre di ghiaccio. Sull'imperiale venne montata una seconda tettoia aerata dinamicamente durante la marcia per mantenere bassa il più possibile la temperatura interna. Infine l'automotrice venne dipinta interamente in colore alluminio. Venne loro assegnata la nuova sigla di immatricolazione ALHb 64 ma mantennero i propri numeri progressivi di serie 106, 119 e 140. Svolsero servizio inizialmente tra Ancona Marittima e Roma, poi tra Chioggia e i mercati principali fino all'inizio degli anni sessanta.